# Möweninsel

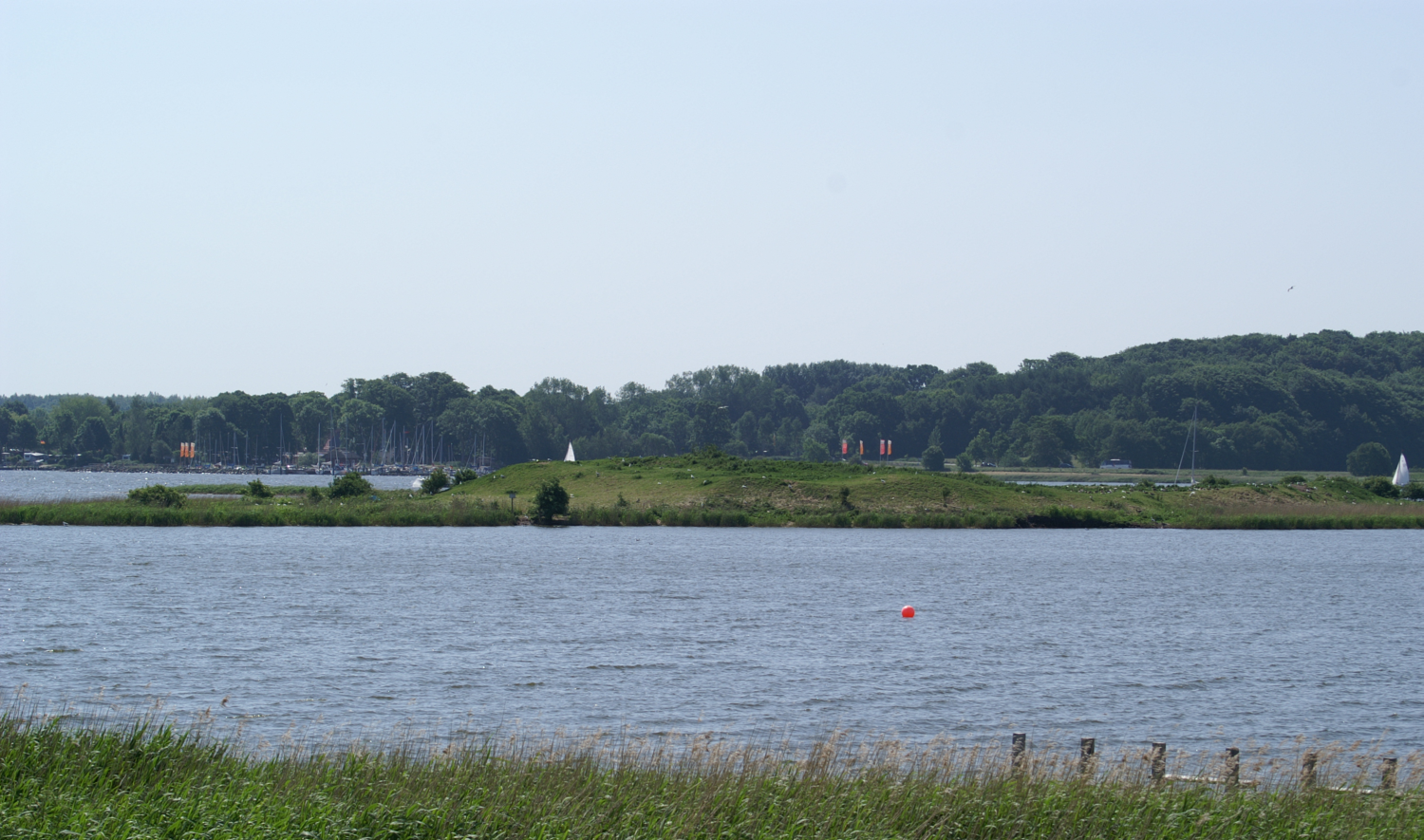
Möweninsel (2008)

Möweninsel (danska: Mågeøen) är en tysk ö i Schlei nära staden Schleswig, som är ett fågelreservat och ägs av naturföreningen Verein Jordsand zum Schutz der Seevögel und der Natur e.V...